# Seagull Books
Seagull Books ist ein Verlag, der 1982 in der Stadt Kolkata in Westbengalen in Indien von Naveen Kishore, einem Lichtdesigner am Theater, gegründet wurde.

## Ziele und Entwicklung
Seagull Books begann mit der Serie New Indian Playwrights, in welcher die Werke von verschiedenen Schauspielautoren aus den Regionalsprachen Indiens wie Hindi, Marathi, Gujarati, Malayalam, Kannada, Manipuri und Bengali in die englische Sprache übertragen wurden. Später kamen auch Drehbücher und Textbücher für die Synchronisation von fertiggestellten Filmen hinzu. Durch die Verwendung von Englisch als der ganz Indien verbindenden Sprache ermöglichte der Verlag den Übersetzungen eine breite Wirkung nicht nur für Theaterstücke und Filme, sondern führte zur Aufnahme von Kunstbüchern und von Texten ausländischer Autoren, die bis dahin nicht in Indien vertreten waren.
Um einen weltweiten Vertrieb zu vertretbaren Kosten zu ermöglichen, hat Seagull Books eine Zusammenarbeit mit der University of Chicago Press für die Auslandsmärkte. Ferner hat der Verlag eigene Niederlassungen in London und New York, die dort eigenständig firmieren. Aufgabe der Niederlassungen ist unter anderem die Zusammenarbeit mit Übersetzern und die Verhandlungen über Lizenzen mit Verlagen.

## Verlagsprogramm
Heute hat Seagull Books ca. 350 Titel ausländischer Autoren im Bestand. Deutschsprachige Autoren sind zum Beispiel Thomas Bernhard, Max Frisch, Franz Fühmann, Dietmar Dath, Dorothee Elmiger, Durs Grünbein und Joseph Vogl. Ferner gibt es Übersetzungen von Werken von Cees Nooteboom, Marc Augé, Mo Yan oder Abdourahman Waberi mit seinem Roman Tor der Tränen. Zu den vom Verlag in englischer Sprache vertretenen indischen Künstlern gehören zum Beispiel Binode Behari Mukherjee und Gayatri Chakravorty Spivak als Übersetzerin, ferner Mahasveta Devi, Utpal Dutt und Badal Sircar.
Für die Umschlagsgestaltung ist bei Seagull Books die studierte Anglistin Sunandini Banerjee zuständig, die im Fach Design Autodidaktin ist.

## Ausstellung
- 2012/2013: The Art of the Book, Stadtbibliothek Köln.

## Auszeichnungen
- 2013: Naveen Kishore wurde mit der Goethe-Medaille ausgezeichnet.
- 2021: Die Durs-Grünbein-Übersetzung Porcelain. Poem on the Downfall of My City wurde mit dem Schlegel-Tieck Prize ausgezeichnet.